# Echinarachnius
Echinarachnius is een geslacht van zee-egels, en het typegeslacht van de familie Echinarachniidae.

## Soorten
- Echinarachnius alaskensis Durham, 1957 †
- Echinarachnius asiaticus Michelin, 1859
- Echinarachnius humilis Nisiyama, 1968 †
- Echinarachnius kewi Grant & Eaton, 1941 †
- Echinarachnius naganoensis Morishita, 1953 †
- Echinarachnius parma (Lamarck, 1816)
- Echinarachnius rumoensis Hayasaka & Shibata, 1952 †
- Echinarachnius subtumidus Nisiyama & Hashimoto, 1950 †